# Cimetière de Rosehill
Le cimetière de Rosehill (en anglais : Rosehill Cemetery) est un cimetière de la ville de Chicago, dans l'État de l'Illinois, aux États-Unis. Il se trouve au 5800 Ravenswood Avenue, dans la partie nord de Lincoln Square, un secteur du North Side de la ville. Conçu par l'architecte William W. Boyington, le cimetière est classé sur la liste du Registre national des lieux historiques (National Register of Historic Places ; NRHP) en 1975 par le National Park Service et sur celle des Chicago Landmarks (CL) en 1980 par la Commission on Chicago Landmarks de la ville de Chicago.
La porte monumentale en pierre (Rosehill Gate Entrance) qui constitue l'entrée principale du cimetière de Rosehill est un exemple rare d'architecture gothique à créneaux dans le Midwest américain.
Le cimetière se trouve à Rosehill, un petit quartier résidentiel du secteur de Lincoln Square, qui est constitué d'une multitude de maisons individuelles différentes et dont l'architecture couvre plusieurs décennies depuis les années 1890.

## Description
Datant de l'époque victorienne et construit dans le style néogothique, le cimetière de Rosehill s'étend sur 141 hectares (1,4 km2), ce qui en fait le plus grand cimetière de la ville de Chicago. Établi en 1859, il est également l'un des plus anciens, avec un premier enterrement au mois de février de cette même année. Il est délimité par Western Avenue à l'ouest, Paterson Avenue au nord, Ravenswood Avenue à l'est et Bowmanville Street au sud.
À la fin des années 1850, le taux de mortalité des habitants de Chicago mettait à rude épreuve la capacité du cimetière municipal situé au bord du lac, à l'extrémité sud de l'actuel Lincoln Park.
Le terrain sur lequel est bâti le cimetière appartenait à Hiram Roe, un fermier de Chicago. Un groupe d'investisseurs dirigé par le premier maire de Chicago William Butler Ogden avait déjà racheté un grand nombre de fermes et de pépinières autour de Roe's Hill. Hiram Roe avait au départ refusé de vendre son terrain à la ville, jusqu'à ce que la municipalité lui promette de nommer le cimetière en son honneur. À l'origine, le cimetière devait s'appeler « Roe's Hill » en l'honneur de Hiram Roe. Le nom Rosehill résulte d'une erreur faite par un employé de la mairie de Chicago. En effet, le bureau du greffier municipal a mal orthographié le nom Rosehill mais est resté inchangé depuis.

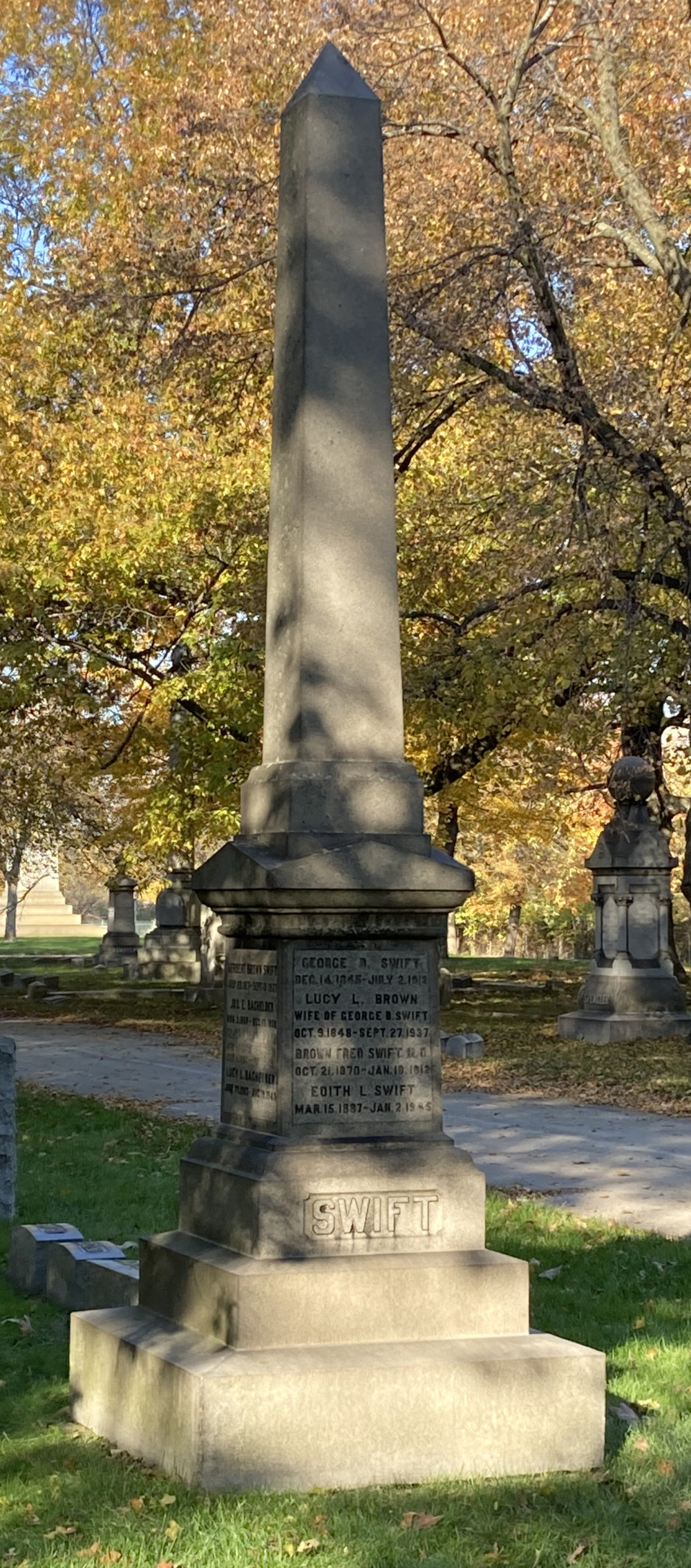
Sépulture du maire de Chicago George Bell Swift.

À la suite des épidémies de fièvre typhoïde et de choléra qui touchèrent Chicago, les autorités municipales avaient déterminé que l'utilisation du site pour les enterrements présentait un danger pour la population croissante de la ville. En raison du niveau élevé de la nappe phréatique, les corps malades enterrés à cet endroit risquaient de transmettre les maladies par l'eau potable de la ville, qui était prélevée directement dans le lac. Une pétition de citoyens concernés et le témoignage du docteur John Rauch ont conduit à la décision de déplacer les tombes en dehors des limites de la ville, qui se terminaient à l'époque au niveau de Fullerton Avenue.
À l'instar des cimetières de Graceland et Oak Woods, tous deux situés sur le territoire de la ville de Chicago, Rosehill est un cimetière où sont enterrés de nombreuses personnalités et Chicagoans célèbres. Le cimetière est aussi connu pour les nombreux soldats morts lors de la guerre de Sécession qui sont enterrés ici. Chaque année, lors du Memorial Day, événement célébré le dernier lundi du mois de mai pour commémorer les soldats américains morts au combat, des services sont proposés par la ville de Chicago aux visiteurs du cimetière pour suivre un parcours guidé retraçant l'histoire des soldats enterrés à Rosehill. Le cimetière contient de nombreux monuments connus pour leur beauté et leur originalité.
Des généraux de la guerre de Sécession, des maires, des gouverneurs, des grands chefs d'entreprise, des millionaires, des célébrités locales, et certains des premiers bâtisseurs de la ville y sont enterrés. Plusieurs personnalités du monde des affaires parmi lesquelles Richard Warren Sears (le fondateur de Sears, Roebuck and Co.), Aaron Montgomery Ward (le fondateur de Montgomery Ward & Co.), l'entrepreneur John G. Shedd (le fondateur de l'aquarium John G. Shedd), Elisha Gray (le cofondateur de la Western Electric Company) y sont enterrées. D'illustres personnages, dont Reinhart Schwimmer, assassiné lors du tristement célèbre massacre de la Saint-Valentin (Valentine's Day Massacre) ou encore Bobby Franks, jeune victime de Nathan Leopold et Richard Loeb s'y trouvent aussi. Rosehill abrite également un grand mémorial de la guerre de Sécession et un mémorial en l'honneur des sapeurs-pompiers du Chicago Fire Department.

## Architecture

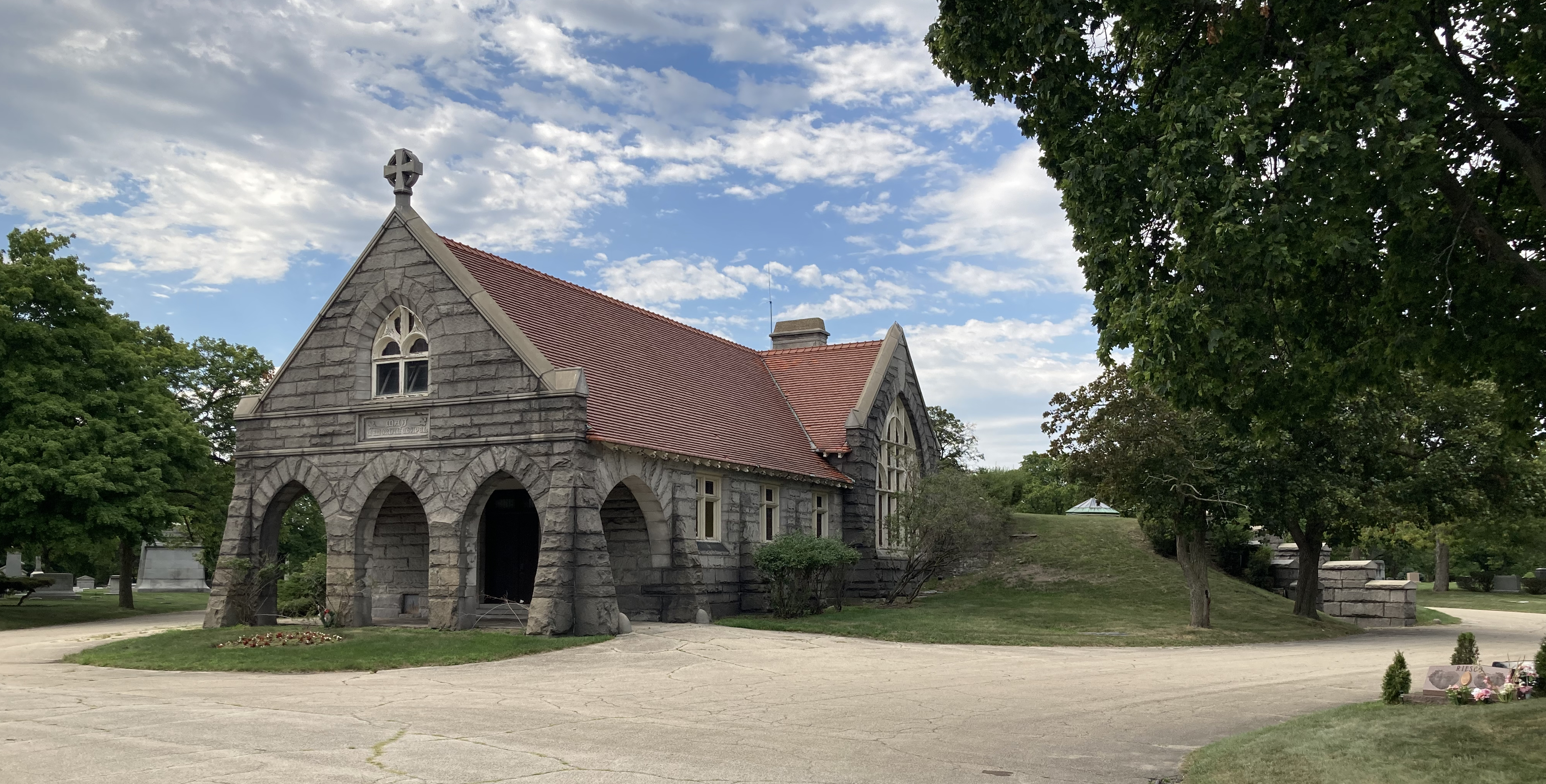
La chapelle Horatio May par l'architecte Joseph Silsbee est construite dans le style roman.

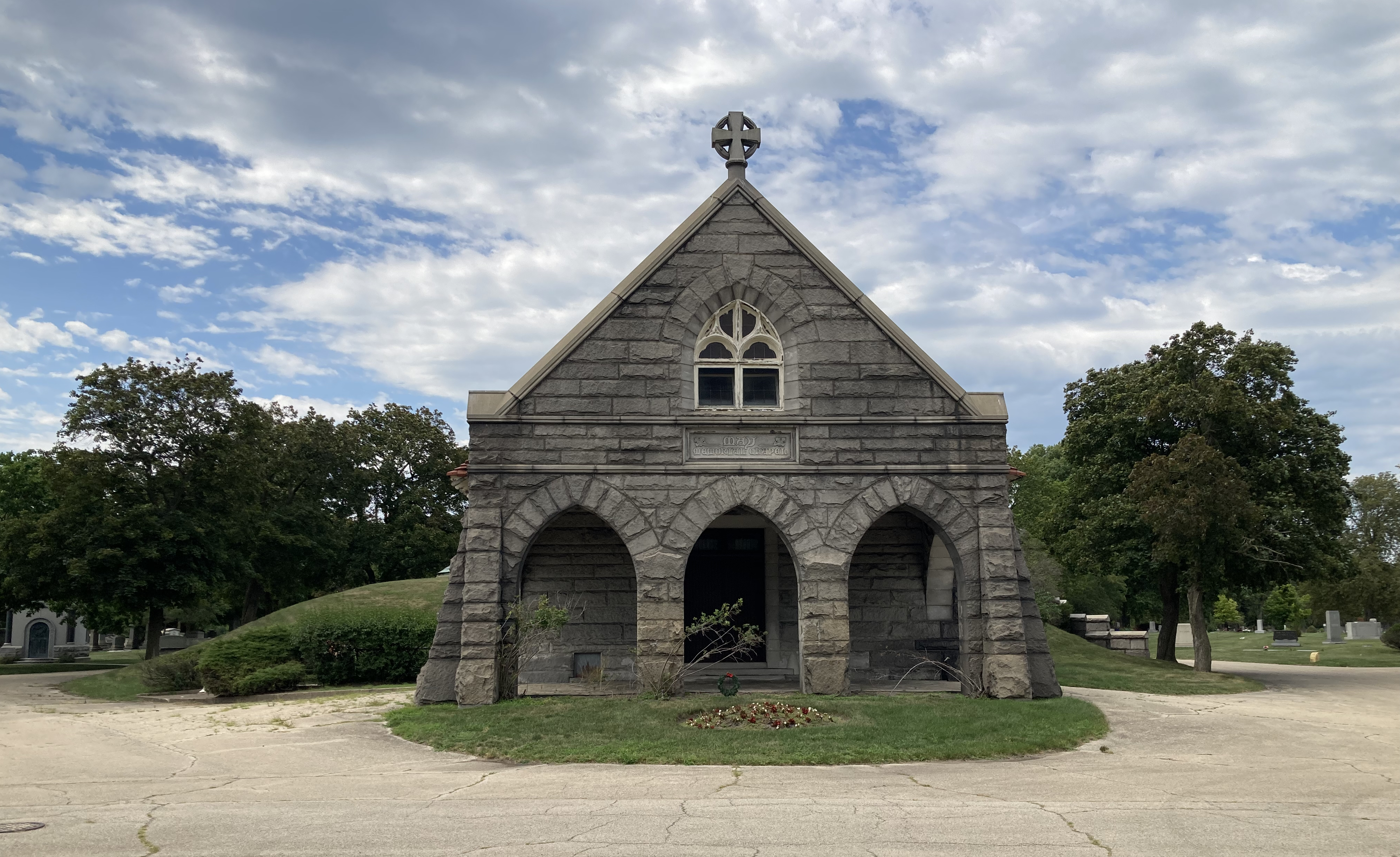
Le bâtiment vu de face.

Le bâtiment principal de l'entrée de Rosehill a été désigné par William W. Boyington, l'architecte de la Chicago Water Tower et de la Pumping Station, qui est enterré dans ce cimetière. Le bâtiment administratif et l'entrée principale du cimetière sont inscrits sur la liste du Registre national des lieux historiques depuis 1975 et sur celle des Chicago Landmarks depuis 1980.
Le jardinier paysagiste William Saunders a été engagé pour concevoir le cimetière. Il présente un cadre pittoresque avec quatre points d'eau, des saillies construites sur une crête de gravier naturelle, des bandes de pelouse, des plantations d'arbres à feuilles caduques et persistantes, et des plantes exotiques. Une zone boisée occupe l'angle nord-ouest du cimetière. Des routes et des chemins curvilignes divergent en un motif en forme de toile, subdivisant le site en petites parcelles, avec trois grands ronds-points constitués de jardins à fleurs centraux le long du côté est. Le portail d'entrée crénelé en calcaire et le bâtiment ont été conçus par William W. Boyington, tandis que Joseph Silsbee a conçu la chapelle Horatio May dans le style roman.
En 1864, la remarquable East Gatehouse a été construite sur Ravenswood pour abriter le bâtiment administratif du cimetière. Elle fut construite dans le style gothique par l'architecte William W. Boyington. La guérite a été inscrite au Registre national des lieux historiques en 1974. Le rapport du Registre national notait que : « Les exemples de style gothique à créneaux sont rares dans le Midwest et cette structure en pierre de Boyington en est un exemple extrêmement bien conçu se classant parmi les rares qui existent encore à ce jour ».

## Personnalités inhumées

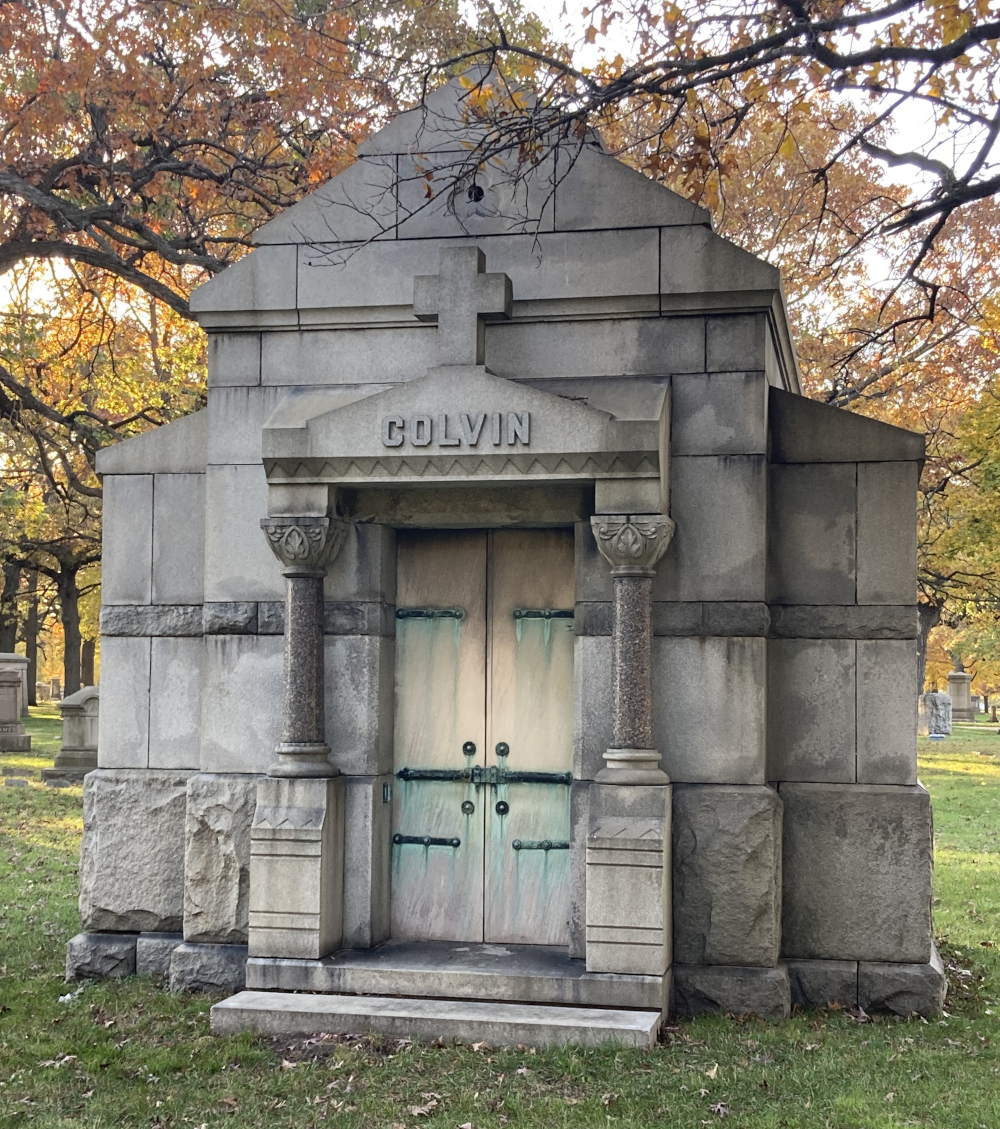
Mausolée du maire de Chicago Harvey Doolittle Colvin.

- John Beveridge (1824–1910), gouverneur de l'Illinois.
- Levi Boone (1808–1882), maire de Chicago.
- William W. Boyington (1818-1898), architecte.
- DeWitt Clinton Cregier (1829-1898), ingénieur et maire de Chicago.
- Harvey Doolittle Colvin (1815-1892), maire de Chicago.
- Augustus Garrett (1801-1848), maire de Chicago.
- Elisha Gray (1835-1901), inventeur et cofondateur de la Western Electric Company.
- Aaron Montgomery Ward (1843-1913), chef d'entreprise, homme d'affaires et fondateur de Montgomery Ward.
- Dwight Green (1897-1958), gouverneur de l'Illinois.
- John Daniel Hertz (1879-1961), fondateur de la Yellow Cab Company à l'origine des taxis jaunes.
- Roswell B. Mason (1805-1892), maire de Chicago.
- Mary McDowell réformatrice sociale et syndicaliste
- Richard Ogilvie (1923-1988), gouverneur de l'Illinois.
- John Blake Rice (1809-1874), maire de Chicago.
- Richard Warren Sears (1863-1914), chef d'entreprise, homme d'affaires et fondateur de Sears Holdings.
- John G. Shedd (1850-1926), chef d'entreprise, philanthrope et fondateur de l'aquarium John G. Shedd.
- George Bell Swift (1845-1912), maire de Chicago et chef d'entreprise.
- John Wentworth (1815-1888), maire de Chicago et membre à la Chambre des Représentants.
- Ella Flagg Young (1845-1918), présidente de la National Education Association.

## Galerie d'images

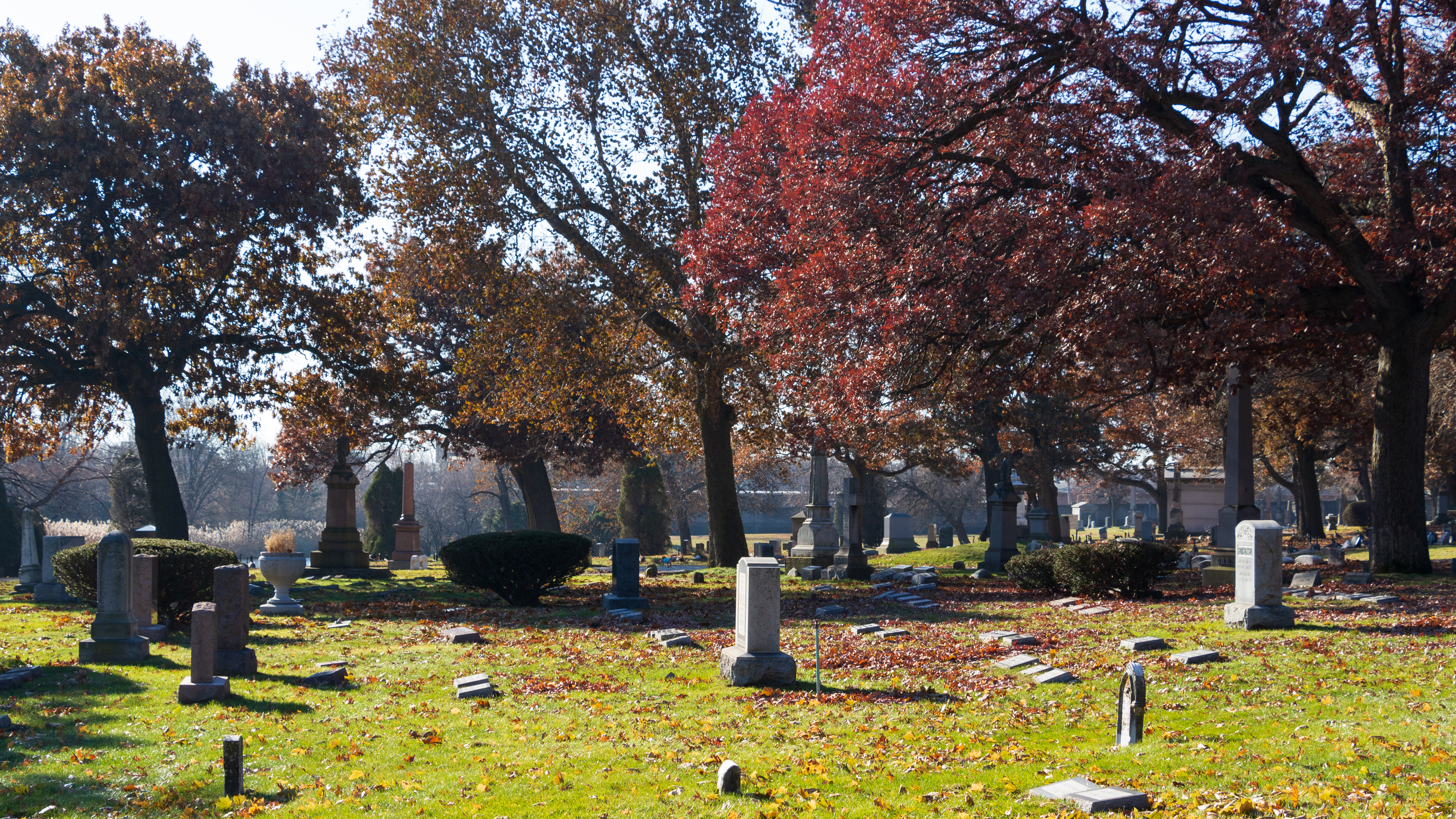
Sépultures du cimetière.
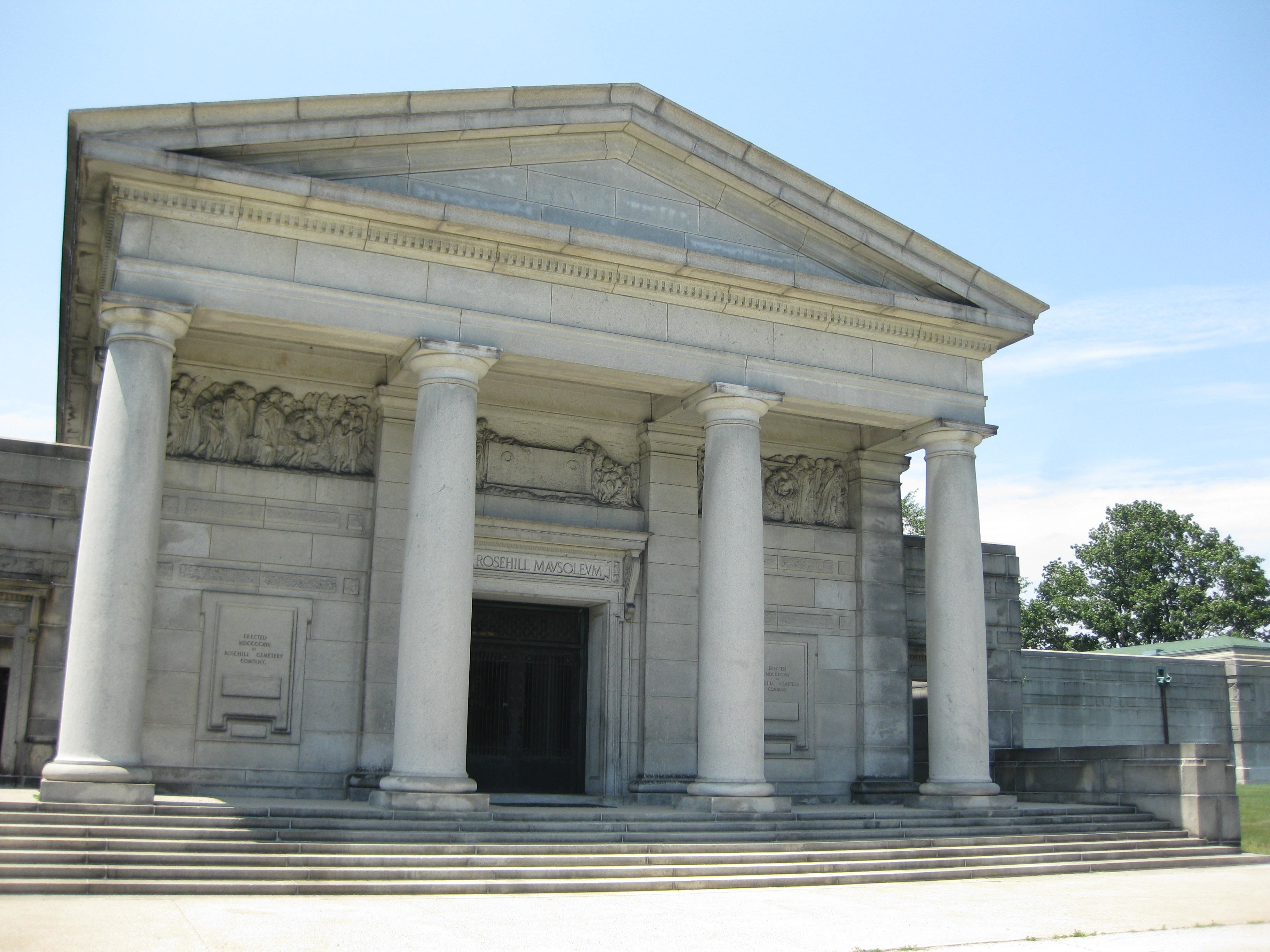
Grand mausolée.
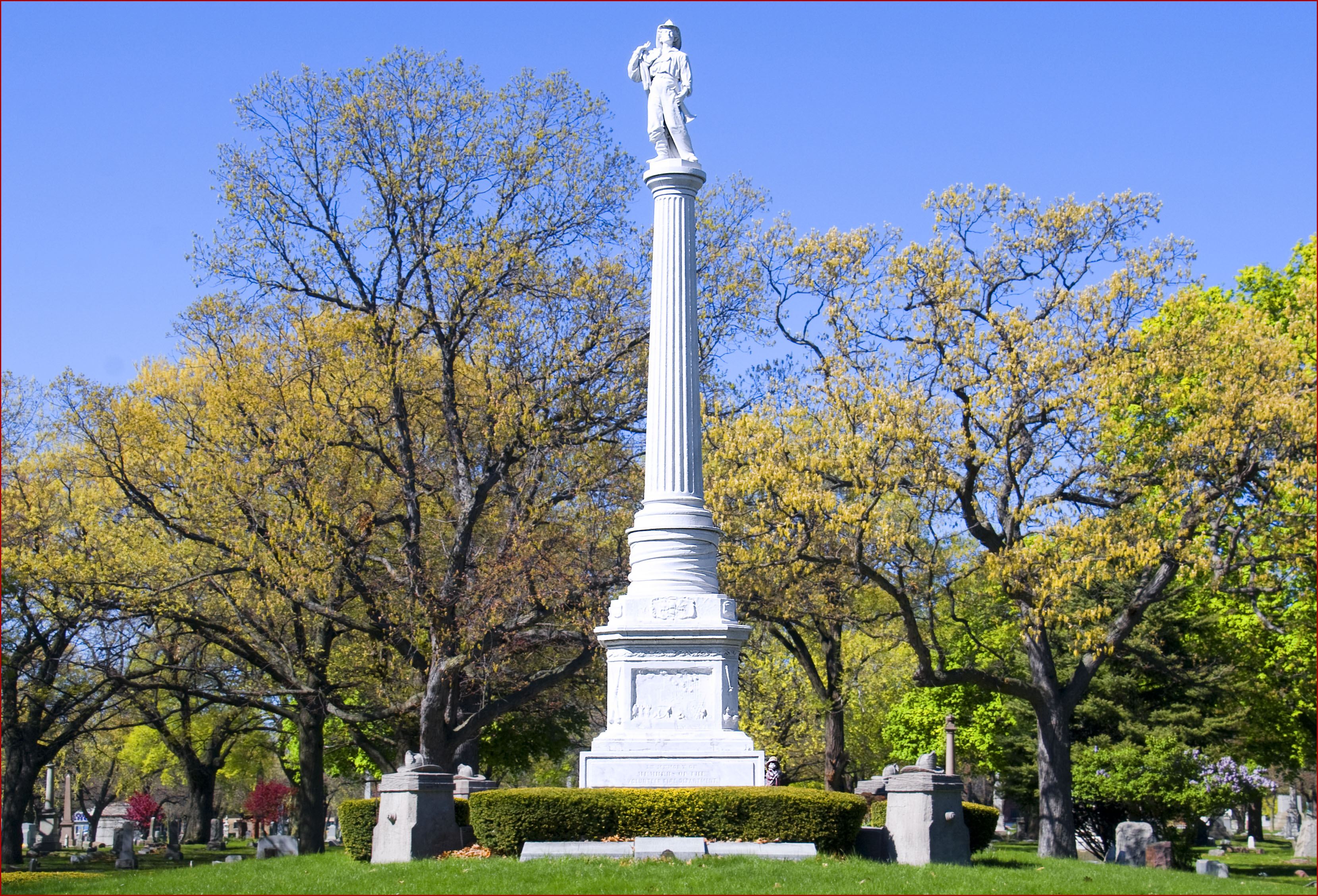
Mémorial du Chicago Fire Department.
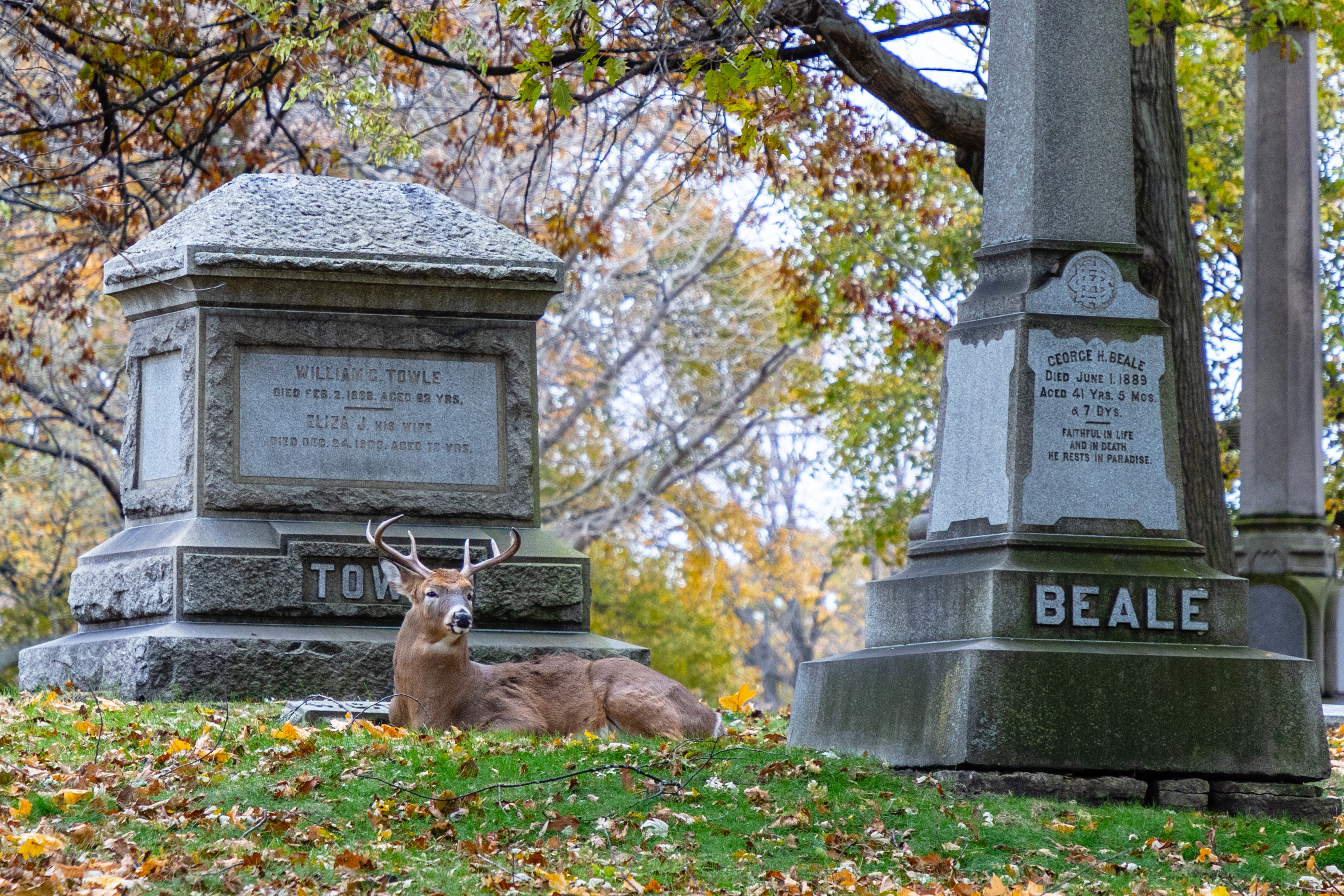
Cerf devant les tombes de Towle et Beale.

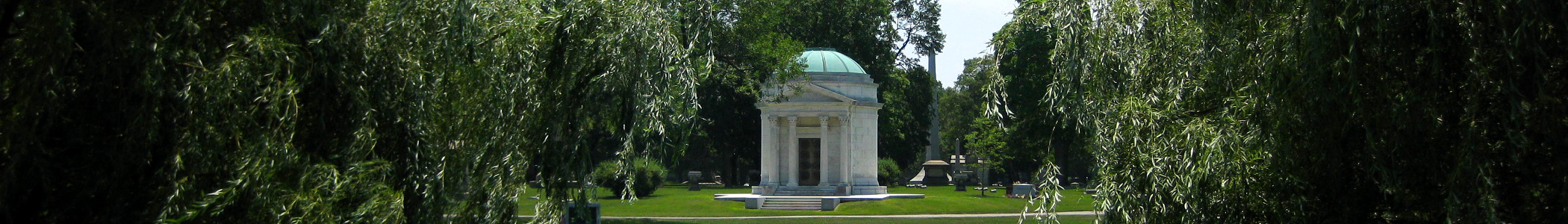
Panorama sur le mausolée de style Greek Revival et son jardin.

## Dans la culture populaire
Plusieurs films comportent des scènes prenant pour cadre le cimetière de Rosehill, dont Un flic à Chicago (1989), Backdraft (1991), et U.S. Marshals (1998).